# Heilig Hartbeeld (Molenschot)
Het Heilig Hartbeeld is een standbeeld in de Nederlandse plaats Molenschot, in de provincie Noord-Brabant.

## Achtergrond
In 1879 werd Molenschot een zelfstandige parochie, voor die tijd was het een rectoraat. In 1887 werd de neogotische Sint-Annakerk gebouwd.
In 1929 vierde de parochie haar vijftigjarig bestaan en vierde pastoor Paulus van Oers (1856-1935) zijn zilveren jubileum. Ter gelegenheid hiervan werd door de parochianen een Heilig Hartbeeld dat voor de kerk werd geplaatst.

## Beschrijving
Het stenen beeld bestaat uit een blootsvoetse Christusfiguur ten voeten uit. Hij is gekleed in een lang, gedrapeerd gewaad en houdt zijn rechterhand zegenend geheven. Met zijn linkerhand wijst hij naar het vlammend Heilig Hart op zijn borst. In beide handen zijn de stigmata zichtbaar. 
Het beeld staat op een enigszins taps toelopende sokkel met aan de voorzijde in reliëf het Christusmonogram en opschrift 

ALLERHEILIGST HART VAN JEZUS, ONTFERM U ONZER